# Georg Joschke
Georg Joschke (* 6. April 1900 in Breslau; † 24. November 1983 in Bremen) war ein deutscher Politiker (NSDAP).

## Leben

### Zwischen den Weltkriegen
Nach dem Besuch der Volksschule erlernte Joschke den Beruf des Kaufmanns. Vom 26. Juni 1918 bis zum 15. Januar 1919 gehörte er der Preußischen Armee an. Nach dem Ersten Weltkrieg arbeitete er zunächst als selbstständiger Kaufmann.
Als Soldat in Freikorps, darunter der Brigade Ehrhardt, nahm er an den Volkstumskämpfen in Oberschlesien teil, einschließlich der Schlacht am St. Annaberg 1921. Mitte der zwanziger Jahre ließ er sich in der 1922 zu Polen gekommenen Industriestadt Kattowitz nieder, gründete eine Spedition und wurde Vorsitzender des Vereins Deutscher Spediteure in Polen. Joschke nahm die polnische Staatsangehörigkeit an.
Er engagierte sich im Vorstand des 1. FC Kattowitz, des führenden Clubs der deutschen Minderheit in Polen. Der FC-Torjäger Ernst Joschke war sein jüngerer Bruder.
1932 übernahm er in Kattowitz das Amt des Kreisleiters und stellvertretenden Vorsitzenden der nationalistisch und revisionistisch ausgerichteten Jungdeutschen Partei in Polen. Zudem war er Organisationsleiter für den Gau Schlesien. Von 1938 bis zum 14. September 1939 gehörte er dem Freikorps Ebbinghaus (siehe Spezialeinheit Brandenburg) an. Im August 1939 beteiligte er sich polnischen Akten zufolge gemeinsam mit deutschen Diversanten an Sabotageakten in Ostoberschlesien. Als Basis diente dabei die elterliche Spedition in Hindenburg auf der deutschen Seite Oberschlesiens. Die polnischen Behörden suchten ihn steckbrieflich, woraufhin sich Joschke versteckte.

### Im Zweiten Weltkrieg
Die von Joschke geführte Abteilung des Freikorps sollte unmittelbar nach dem deutschen Überfall auf Polen die Zerstörung der Berg- und Hüttenwerke in Ostoberschlesien durch die sich zurückziehenden polnischen Truppen verhindern. Nach den in Kattowitz erhaltenen deutschen Akten erfüllte er diese Aufgabe.
Ab September 1939 amtierte Joschke als Kreisleiter der NSDAP in Kattowitz. Auch wurde er im Range eines Standartenführers in die SA aufgenommen. Er trat am 7. Juli 1940 nachträglich in den im April 1938 gewählten nationalsozialistischen Reichstag als Abgeordneter für Schlesien ein. Erst am 31. Juli 1940 beantragte er die Aufnahme in die NSDAP und wurde zum 1. Oktober desselben Jahres aufgenommen (Mitgliedsnummer 7.766.751).
Er setzte seinen besonderen Ehrgeiz daran, den 1. FC Kattowitz zu einem der führenden Clubs des Deutschen Reichs zu machen. Er ließ daher einige der aus Kattowitz und Umgebung stammenden früheren polnischen Nationalspieler in dem Club zusammenziehen, darunter Ewald Dytko, Wilhelm Gora, Erwin Nytz und Ernst Willimowski, den er allerdings nicht in dem Verein halten konnte. Sein Konflikt mit Willimowski ist durch Zeitzeugen belegt.
Im März 1941 wurde Joschke als NSDAP-Kreisleiter abgelöst. Er trat als einfacher Soldat in die Wehrmacht ein, angeblich „auf seinen besonderen Wunsch hin“. Als Soldat wurde er mit mehreren Tapferkeitsorden ausgezeichnet, darunter dem EKI und der Nahkampfspange, er war siebenmal verwundet. Ohne eine Offiziersschule besucht zu haben, wurde er zum Leutnant befördert.
Im Mai 1943 kehrte er von der Ostfront zurück, um in Hindenburg (nach 1945: Zabrze) den Posten des NSDAP-Kreisleiters zu übernehmen. Er war der einzige Volksdeutsche, der ein derartiges Amt im „Altreich“ antrat. Ende 1944 wurde er mit der Verlängerung des „Ostwalls“ bis ins  oberschlesische Kohlebecken beauftragt.  Im Januar 1945 gelang ihm vor dem Einmarsch der Roten Armee die Flucht nach Westen. Am Kriegsende geriet er in britische Kriegsgefangenschaft, wurde aber nach wenigen Wochen entlassen.

### Nach dem Zweiten Weltkrieg
Ende der vierziger Jahre ließ sich Joschke in Bremen nieder, wo er als Industriekaufmann arbeitete. Doch wurde er angeklagt, weil er einen Filialleiter der Deutschen Bank denunziert haben soll. Dieser hatte über Goebbels, Göring und Hitler geschimpft und wurde dafür 1943 von Roland Freisler zum Tode verurteilt. Joschke wurde zu drei Jahren Haft verurteilt.
1965 gehörte er zu den Mitbegründern der „Traditionsgemeinschaft 1. FC Kattowitz“, deren Mitglieder sich regelmäßig in Salzgitter trafen. Er unterhielt Kontakt zu früheren jüdischen Spielern des 1. FC, die sich in Tel Aviv niedergelassen hatten; es wird vermutet, er habe ihnen rechtzeitig vor dem deutschen Einmarsch in Ostoberschlesien 1939 die Ausreise ermöglicht.